# Helen Doyle
Helen Doyle est une scénariste et réalisatrice québécoise née à Québec (Canada), en 1950. La majorité de ses films sont des documentaires et plusieurs d'entre eux sont consacrés à la condition féminine. Elle utilise parfois les moyens du cinéma expérimental, de la fiction et du docufiction.

## Biographie

### La période Vidéo Femmes
En 1973, à Québec, elle s'allie avec Nicole Giguère et Hélène Roy pour jeter les bases du collectif La femme et le film, qui se consacre à la diffusion et à la production de vidéogrammes réalisés par des femmes. Après quelques interventions à la télévision communautaire, le groupe produira une première bande en 1975 (Philosophie de boudoir) et prendra le nom de Vidéo Femmes en 1979. C'est au sein de ce collectif qu'Helen Doyle réalise ses premières bandes, souvent en coréalisation, abordant la condition féminine dans une perspective résolument féministe : Philosophie de boudoir dénonce sur un ton satirique le caractère rétrograde du Salon de la femme de Québec, Chaperons rouges traite de viol et d'agression sexiste, Les Mots... maux du silence met en cause l'intervention psychiatrique et les diagnostics de folie dans la gestion de la révolte féminine, etc. L'engrenage social menant les femmes à la folie est d'ailleurs une préoccupation présente dans plusieurs de ses réalisations, comme dans le docufiction C’est pas le pays des merveilles.

### La quête d'une esthétique documentaire
Après Les Mots... maux du silence, Helen Doyle réalise Les Tatouages de la mémoire, œuvre symboliste à la facture plus expérimentale dans laquelle elle aborde le thème de la souvenance. Elle s'éloigne ensuite de la production vidéo pour se tourner vers le cinéma, réalisant ainsi Le Rêve de voler, documentaire sur les trapézistes qui lui permet de filmer un véritable ballet aérien sur le thème d'Icare. Suivent d'autres documentaires mis en scène de manière affirmée et présentant une esthétique soignée: Je t’aime gros, gros, gros dans lequel elle donne la parole à des individus en surpoids, ou encore Petites Histoires à se mettre en bouche, où elle explore les plaisirs gourmands.

### La guerre et la barbarie

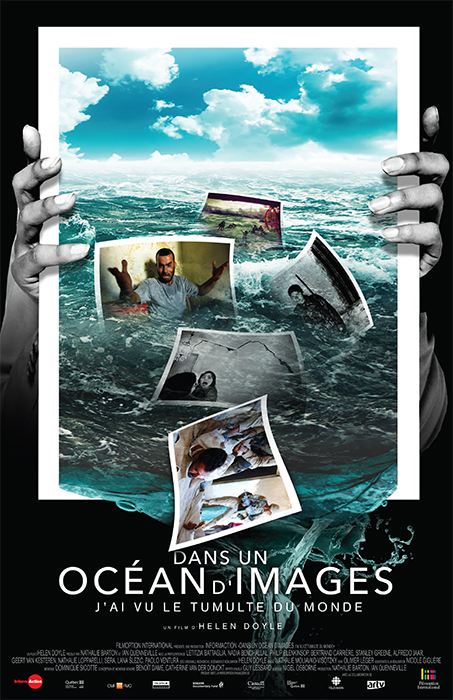
Affiche du film Dans un océan d'images

Le Rendez-vous de Sarajevo inaugure une nouvelle période dans la filmographie de la réalisatrice, alors que les questions relatives à la guerre, à la barbarie et à l'engagement artistique occupent le devant de la scène. En 2000, la réalisatrice fonde sa propre maison de production, Productions Tatouages de la mémoire. Terminé en 2002, Les Messagers présente des artistes engagés dans la lutte contre la barbarie. On y entend notamment Dominique Blain, Susan Sontag, Nigel Osborne et Ernest Pignon-Ernest. Elle enchaîne avec Soupirs d'âme, dans lequel elle met en scène une quête d'identité évoquant le destin d'enfants abandonnés et victimes de guerres. Birlyant, une histoire tchétchène aborde le conflit tchétchène vu par une musicienne. Interrogeant le sens et la portée des images de conflits, Dans un océan d'images s'intéresse aux photojournalistes œuvrant dans les zones de combat.

### La figure de l'artiste
L'ensemble de l'œuvre d'Helen Doyle propose une interrogation sur l'artiste dans son rapport au monde. Qu'il s'agisse des trapézistes de Le Rêve de voler, du photographe Louis Jammes, auteur de grandes sérigraphies de portraits d'enfants installées dans les rues de Sarajevo (Le Rendez-vous de Sarajevo), ou encore de la chanteuse et accordéoniste Birlyant Ramzaeva. En 2016, elle consacre ainsi deux courts métrages à l’artiste française Danielle-Marie Chanut, auteure de livres et objets détournés : L'Artiste dans son for intérieur et L'Atelier des chimères.

## Filmographie
- 1975 : Philosophie de boudoir (coréalisation : Nicole Giguère)
- 1979 : Chaperons rouges (coréalisation: Hélène Bourgault)
- 1981 : C'est pas le pays des merveilles (coréalisation : Nicole Giguère)
- 1981 : Juste pour me calmer (coréalisation : Nicole Giguère)
- 1982 : Les Mots... maux du silence
- 1985 : Les Tatouages de la mémoire
- 1986 : Le Rêve de voler
- 1994 : Je t’aime gros, gros, gros
- 1997 : Le Rendez-vous de Sarajevo
- 1998 : Petites Histoires à se mettre en bouche
- 2002 : Les Messagers
- 2004 : Soupirs d'âme
- 2008 : Birlyant, une histoire tchétchène
- 2013 : Dans un océan d'images
- 2016 : L'Artiste dans son for intérieur
- 2016 : L'Atelier des chimères
- 2024 : Au lendemain de l'odyssée

## Prix remportés
- 1993 : Prix André-Leroux pour Je t’aime gros, gros, gros
- 1994 : Prix Gémeaux du meilleur documentaire d'auteur pour Je t’aime gros, gros, gros[14]
- 2005 : Prix de la fondation Émile-Nelligan du meilleur essai, Festival international du film sur l'art de Montréal pour Soupirs d'âme[15]
- 2013 : Prix du meilleur film canadien, Festival international du film sur l'art de Montréal pour Dans un océan d'images[16]
- 2014 : Prix Gémeaux du meilleur documentaire : culture pour Dans un océan d'images[17]
- 2015 : Étoile* de la SCAM pour Dans un océan d'images[18]

## Hommages
En 2008, Helen Doyle est récipiendaire de la première Bourse de carrière en cinéma du Conseil des arts et des lettres du Québec (CALQ). La Cinémathèque québécoise lui a consacré une rétrospective au printemps 2009 ;
En 2015, un coffret lui est consacré, reprenant une douzaine de films illustrant environ quarante ans de sa carrière (en quatre DVD). Intitulé Helen Doyle, cinéaste : La Liberté de voir, il contient aussi un entretien entre Helen Doyle et Jackie Buet (directrice générale et artistique du Festival international de films de femmes de Créteil, ainsi qu'une monographie contenant des écrits Francine Laurendeau, Helen Faradji, Hélène Roy, Fabrice Montal, Ève Lamoureux, Nicole Giguère, Fernand Dansereau, Lise Bonenfant, Jackie Buet, Germain Bonneau et Helen Doyle elle-même. En 2018, Helen Doyle reçoit le prix (unique) Barbara H. Greene , attribué par le Conseil des arts du Canada.